# Manolo Marroquín
Manolo Marroquín conocido como  "Manny Marroquín" (Ciudad de Guatemala, Guatemala, 21 de septiembre de 1971) es un ingeniero de sonido guatemalteco nacionalizado estadounidense. Ganador de seis Premios Grammy por su trabajo profesional como ingeniero de sonido.

## Biografía
La familia de Marroquín se mudó a Los Ángeles, California en 1980 debido a la Guerra Civil de Guatemala. Después de graduarse en Alexander Hamilton High School en Los Ángeles, comenzó a trabajar en la Enterprise Studios en donde fue ascendiendo hasta alcanzar un puesto de ingeniero de sonido. Su primer éxito profesional ocurrió durante una sesión nocturna cuando un productor le pidió que hiciera una mezcla; el productor quedó impresionado con el trabajo de Marroquín y le pidió que mezclara todo el álbum. 
Como ingeniero de mezcla, Marroquín ha trabajado con artistas tan conocidos como Whitney Houston, 2Pac, Pink, John Mayer, Shakira, Maroon 5, Rihanna, Ludacris, Jazmine Sullivan, and Duffy. 
Marroquín ganó su primer Grammy en 2000 con el álbum de Mary Mary, Thankful y en 2004 recibió dos premios Grammy por Álbum del Año por College Dropout de Kanye West, y The Diary of Alicia Keys de Alicia Keys. En el 2005 ganó un Grammy por su trabajo en el álbum Get Lifted por John Legend y luego en 2011 por Battle Studies de John Mayer. El Museo de los Premios Grammy, que se inauguró en Los Ángeles en diciembre de 2008, reconoció los logros musicales de Marroquín con una exposición sobre el trabajo del ingeniero; la exposición interactiva permite a los participantes mezclar una pista con instrucciones de Marroquín.
Marroquín reside en Los Ángeles, California.

## Discografía
| Año  | Artista             | Álbum                        | Estudio                        |
| ---- | ------------------- | ---------------------------- | ------------------------------ |
| 1996 | Toni Braxton        | Secrets                      | La Face Records                |
| 1996 | Seal                | Don’t Cry                    | Sire Records Company           |
| 1997 | 2PAC                | R U Still Down (Remember Me) | Jive                           |
| 1999 | Warren G            | I Want It All                | Restless Records               |
| 2000 | Mary Mary           | Thankful                     | Columbia                       |
| 2000 | Sisqo               | Unleash The Dragon           | Def Soul                       |
| 2000 | Pink                | Can't Take Me Home           | La Face Records                |
| 2001 | Alicia Keys         | Songs In A Minor             | J Records                      |
| 2001 | Sisqo               | Return Of The Dragon         | Def Soul                       |
| 2002 | Mario               | Mario                        | J Records                      |
| 2002 | Santana             | Shaman                       | Arista                         |
| 2003 | Alicia Keys         | The Diary                    | J Records                      |
| 2004 | Twista              | Kamikaze                     | Atlantic                       |
| 2004 | John Legend         | Get Lifted                   | Sony BMG                       |
| 2004 | Kanye West          | College Drop Out             | Roc A Fella                    |
| 2005 | Faith Evans         | First Lady                   | Capitol Records                |
| 2005 | Mariah Carey        | The Emancipation of Mimi     | Island Def Jam Music Group     |
| 2005 | Natasha Bedingfield | Unwritten                    | BMG UK & Ireland               |
| 2005 | Kanye West          | Late Registration            | Roc A Fella                    |
| 2005 | Anthony Hamilton    | Soulife                      | Atlantic Records               |
| 2005 | Twista              | The Day After                | Atlantic Records               |
| 2005 | Common              | Be                           | Geffen Records                 |
| 2006 | Janet Jackson       | Damita Jo                    | Toshiba EMI Ltd.               |
| 2006 | T.I.                | King                         | Atlantic Records/ Grand Hustle |
| 2006 | Fantasia            | Fantasia                     | J Records                      |
| 2006 | John Mayer          | Continuum                    | Colombia                       |
| 2007 | Rihanna             | Good Girl Gone Bad           | Def Jam Recording              |
| 2007 | Kanye West          | Graduation                   | Def Jam                        |
| 2007 | Alicia Keys         | As I Am                      | J Records                      |
| 2008 | Kanye West          | 808’s & Heartbreak           | Def Jam                        |
| 2008 | John Legend         | Evolver                      | Sony BMG                       |
| 2008 | Los Lonely Boys     | Forgiven                     | Epic Records                   |
| 2008 | Brandy              | Human                        | Epic Records                   |
| 2008 | Jazmine Sullivan    | Fearless                     | J Records                      |
| 2008 | Anastacia           | Heavy Rotation               | Mercury Records                |
| 2008 | Mary Mary           | Get Up                       | Sony BMG                       |
| 2008 | Usher               | Here I Stand                 | La Face                        |
| 2010 | Miguel              | All I Want Is You            | Jive                           |
| 2011 | Pitbull             | International Love           | Planet Pit                     |
| 2012 | Imagine Dragons     | Continued Silence EP         | Interscope Records             |
| 2012 | Linkin Park         | Living Things                | Warner Bros. Records           |
| 2012 | Nelly Furtado       | The Spirit Indestructible    | Interscope Records             |
| 2012 | Imagine Dragons     | Night Visions                | Interscope Records             |
| 2012 | Miguel              | Kaleidoscope Dream           | RCA                            |

## Cine
| Año  | Artista       | Pelicula                                    | Estudio                    |
| ---- | ------------- | ------------------------------------------- | -------------------------- |
| 2011 | Justin Bieber | Justin Bieber: Never Say Never (Documental) | Island Def Jam Music Group |

## Créditos en la TV
- 2012: Justin Bieber All Around The World - Island Def Jam